# Земеш
Земеш (рум. Zemeș) — село у повіті Бакеу в Румунії. Входить до складу комуни Земеш.
Село розташоване на відстані 236 км на північ від Бухареста, 35 км на захід від Бакеу, 108 км на південний захід від Ясс, 119 км на північний схід від Брашова.

## Населення
За даними перепису населення 2002 року у селі проживали 4047 осіб, з них 4045 осіб (> 99,9%) румунів. Рідною мовою 4045 осіб (> 99,9%) назвали румунську.